# Paterna del Río
Paterna del Río ist ein südspanisches Dorf und Gemeinde (municipio) in der Provinz Almería mit 396 Einwohnern (Stand: 2024). Neben dem Hauptort Paterna del Río gehört die Ortschaft Baños de Santiago zur Gemeinde.

## Lage
Paterna del Río liegt etwa 78 Kilometer nordwestlich von Almería in einer Höhe von ca. 1195 m im Parque Nacional y Natural de Sierra Nevada. Durch die Gemeinde fließt der Río Andarax.

## Sehenswürdigkeiten
- Johanniskirche (Iglesia de San Juan Evangelista), 1530 errichtet
- Kirche Unsere Liebe Frau vom Rosenkranz (Iglesia de Nuestra Señora del Rosario)

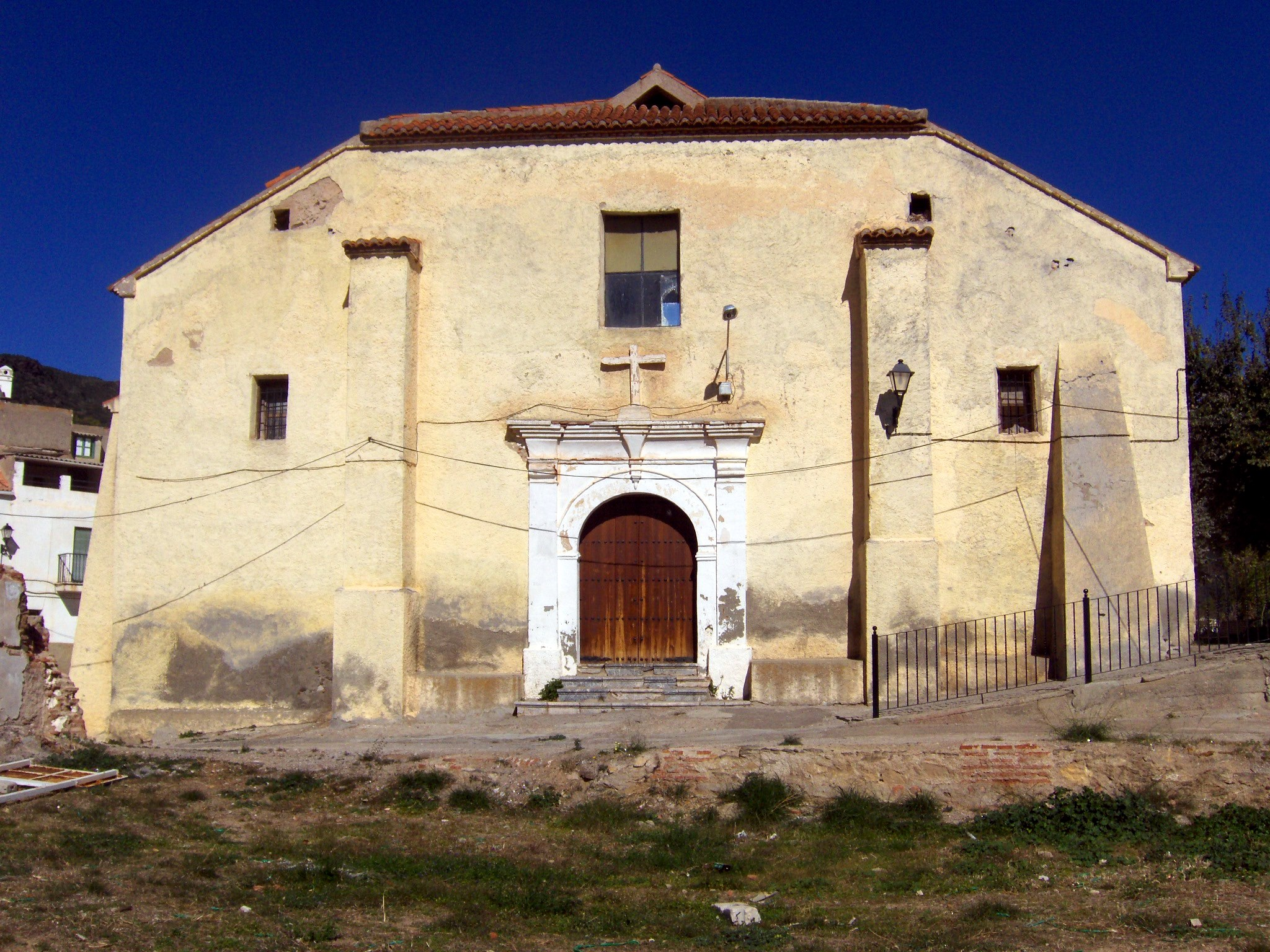
Johanniskirche
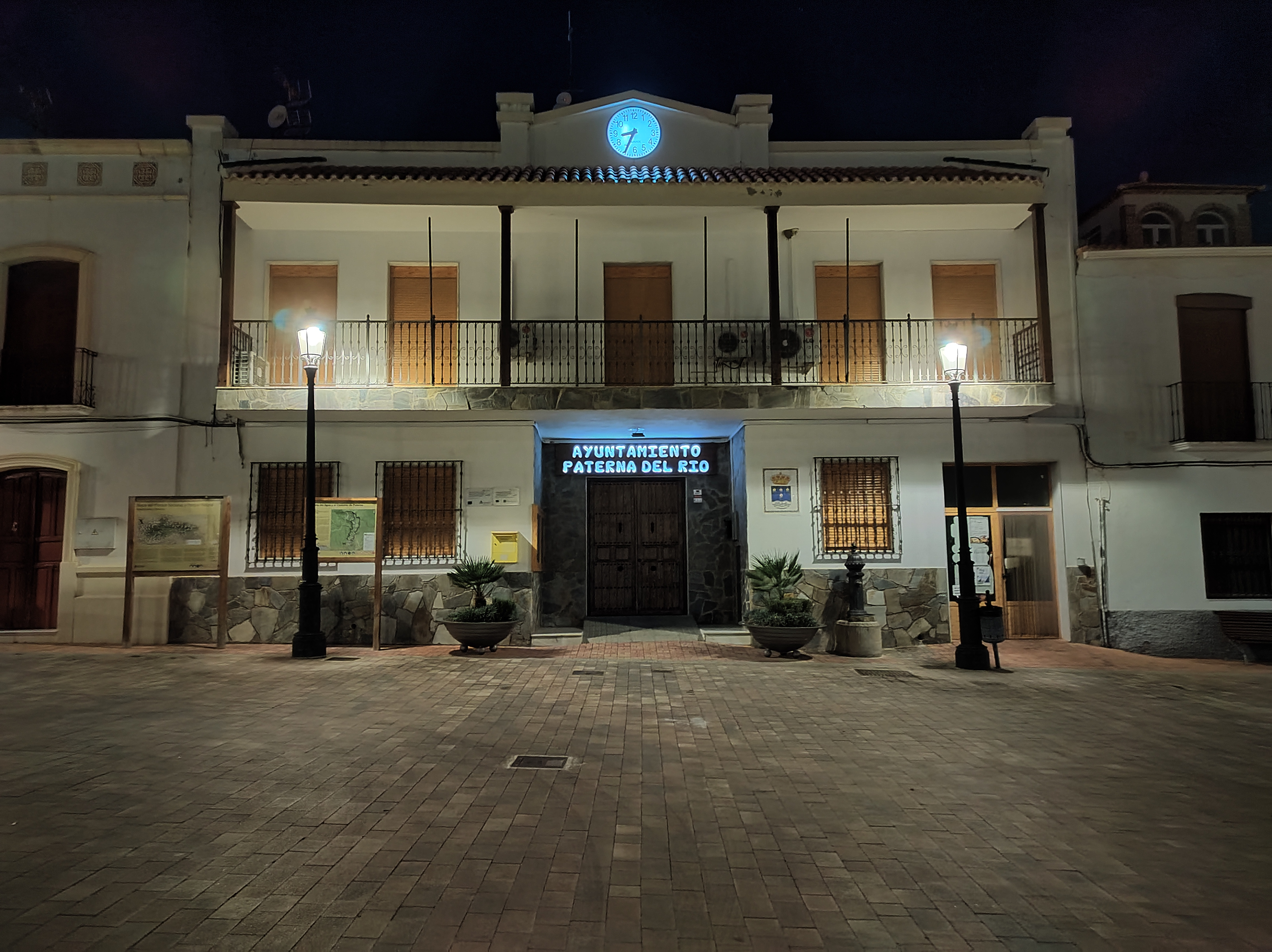
Rathaus

## Bevölkerungsentwicklung
| Jahr      | 1970 | 1981 | 1991 | 2001 | 2011 | 2021 |
| --------- | ---- | ---- | ---- | ---- | ---- | ---- |
| Einwohner | 979  | 484  | 343  | 386  | 440  | 387  |